# Nathalie Lancien
Nathalie Even-Lancien (nascida em 7 de março de 1970) é uma ex-ciclista francesa, que conquistou a medalha de ouro na corrida por pontos nos Jogos Olímpicos de Verão de 1996 em Atlanta.
Casou-se com o ciclista Frédéric Lancien, especialista em tandem.